# Roserio
Roserio (Roseri in dialetto milanese, IPA: [ruˈzeːri]) è un quartiere  di Milano appartenente al Municipio  8 e al NIL n. 74 "Roserio".
È posto nella periferia nord-occidentale della città, l'unico con la Cassina Triulza a trovarsi a nord dell'autostrada A4.

## Storia
Roserio era un insediamento rurale di antica origine.
Nell'ambito della suddivisione del territorio milanese in pievi, apparteneva alla Pieve di Bollate. Il territorio comunale confinava a nord con Baranzate, ad ovest con Cassina Triulza, a sud con Musocco e a est con Vialba. Il 19 aprile 1674 venne eretto il feudo di Novate con Roserio cui feudatari furono i marchesi Pogliaghi fino all'abolizione, da parte dei francesi, di tutti i privilegi feudali. Nell'estimo voluto dall'imperatrice Maria Teresa nel 1771, Roserio risultò avere 106 abitanti.
In età napoleonica, dal 1809 al 1816, Roserio fu aggregata a Bollate, recuperando l'autonomia con la costituzione del regno Lombardo-Veneto.
All'unità d'Italia, nel 1861, il paese contava 177 abitanti. Nel 1869 Roserio fu aggregata a Musocco, a sua volta annessa a Milano nel 1923. L'unificazione di Roserio con Musocco fu peraltro un'anomalia storica, dato che per secoli la comunità era dipesa, sia civilmente che religiosamente, insieme a Novate, dall'anticamente influente borgo di Bollate.
Dopo l'annessione a Milano, la zona di Roserio è stata segnata dalla costruzione del Sanatorio di Vialba e, dopo la Seconda guerra mondiale, del grande svincolo autostradale di Fiorenza, che connette l'autostrada Torino-Trieste all'autostrada dei Laghi. A Roserio ha anche sede un grande deposito di Poste Italiane.